# Georg Christoph Grosheim
Georg Christoph Grosheim, född den 1 juli 1764 i Kassel, död där den 18 november 1847, var en tysk tonsättare och musikskriftställare.
Grosheims far var kammarmusiker hos lantgreven Fredrik II av Hessen-Kassel. Hemmet var fattigt och sonen måste från tidiga år förtjäna sitt uppehälle genom notskrivning. En vän till fadern, som även han var kammarmusiker hos lantgreven, gav den unge Grosheim kostnadsfri musikundervisning i sex år mot att denne utan lön skötte hans organisttjänst. När Grosheim var sjutton år anställdes han som altviolinist vid kapellet i Kassel och som musiklärare vid ett seminarium. Han utgav under denna period musiktidskriften Euterpe i fyra delar med mera. Grosheim blev därefter musikdirektör vid en av kurfurst Vilhelm I upprättad teater. Där skrev han två operor, Titania och Das heilige Kleeblatt. Hans kompositioner och musikskrifter förskaffade honom doktorsdiplomet från universitetet i Marburg 1819. En lång tid var Grosheim medarbetare i tidskriften Cæcilia och han lämnade åtskilliga artiklar till Schillings Universal-Lexikon der Tonkunst. Bland hans talrika musiklitterära skrifter bör nämnas Über den Verfall der Tonkunst, Elementarbuch des Generalbasses, Fragmente der Geschichte der Musik och Versuch einer ästhetischen Beleuchtung mehrerer musikalischen Meisterwerke. Grosheim komponerade ytterligare en opera, Les Esclaves d'Algier, sex symfonier, sex konserter, koraler, sånger och mässor med mera.